# Epiziotomie
Epiziotomie (cunoscut și sub denumirea de perineotomie) este un termen medical care definește o intervenție chirurgicală care constă în secționarea mucoasei vaginale și a mușchilor superficiali ai perineului cu scopul de a facilita expulzia fătului în cursul unei nașteri.

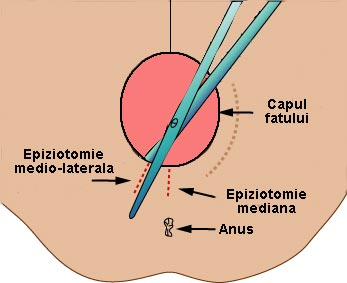
Epiziotomie Medio-laterală si Mediană

Incizia poate fi laterală sau mediană de la zona posterioară a vulvei înspre anus și se efectuează sub anestezie locală. Zona operată este cusută după naștere. Epiziotomia este una din cele mai frecvente  proceduri medicale realizate în cazul femeilor care nasc.
Aplicarea tehnicii chirurgilor plasticieni de „extindere a țesutului cutanat”, întinderea treptată, și cel mai important, nedureroasă, a deschiderii vaginului, de către cele patru degete de la ambele mâini, în 7 zile consecutive, sau de către antrenorii de naștere. Aniball sau Epi-no Delphine Plus, realizarea unei deschideri cu diametrul de 10 cm pentru copil, înainte de începerea travaliului, face ca epiziotomia să fie depășită.

## Utilitatea epiziotomiei
Epiziotomia este o intervenție medicală de profilaxie împotriva rupturilor sau fisurilor de perineu. În timpul nașterii, țesutul vaginal suferă fisuri în urma trecerii capului bebelușului prin canalul nașterii. Tensiunea la nivelul țesuturilor apare și la nivelul perineului, mușchilor și sfincterului anal. Medicul sau moașa vor realiza o epiziotomie dacă există riscul unor rupturi necontrolate ale perinelui care ulterior sunt mai dificil de cusut decât o incizie obținută cu bisturiul. 
Deși există clinici și spitale care realizează în mod obișnuit epiziotomia femeilor care nasc, metoda a devenit tot mai restrictivă ca urmare a numeroaselor observații medicale legate de avantajele și dezavantajele acestei operații.

## Indicații medicale
Epiziotomia este o decizie medicală ce are la bază următoarele indicații:
- Există riscul unor rupturi ale perineului de grad II sau III.
- Ruperea naturală a perineului poate duce la transmiterea unor infecții sau la pierderi mari de sânge.
- Macrosomia – un bebeluș cu o greutate mai mare de 4.5 kg sau de dimensiuni mari raportat cu organismul mamei.
- Mușchii perineului au o rigiditate ridicată.
- Se dorește asistarea ieșirii bebelușului prin canalul nașterii cu ajutorul instrumentelor medicale (forceps, vacuum).
- Scăderea ritmului cardiac al bebelușului și necesitatea medicală de a naște cât mai repede pentru a nu îi pune viața în pericol.
- Umerii bebelușului sunt blocați în canalul nașterii și procedura medicală de extragere a fătului poate fi efectuată mai ușor dacă există mai mult spațiu de operare.[2]

## Tipuri de epiziotomie
Există patru tipuri  de epiziotomie din punct de vedere al zonei unde este efectuată incizia perineului. 
- Mediană – incizia începe în zona de legătură dintre cele două labii minore ale aparatului genital feminin și se extinde spre zona posterioară (anus) pe o lungime de 2.5 cm.
- Medio-laterală – incizia începe în zona de legătură dintre cele două labii minore ale aparatului genital feminin și se extinde spre stânga sau dreapta zonei posterioare față de mediană pe o lungime de 2.5 cm.
- Laterală – incizia începe la o distanță de 1 cm față de zona de legătură dintre cele două labii minore și se extinde lateral dar procedura implică riscul inciziei ductelor Bartholin, motiv pentru care mulți medici nu o folosesc.
- În forma literei J – incizia începe în zona de legătură dintre cele două labii minore ale aparatului genital feminin și se extinde spre anus pe o distanță de 1.5 cm urmând apoi o direcție laterală față de zona mediană. Procedura este rar folosită.

## Vindecarea dupa epiziotomie
O epiziotomie este o operație chirurgicală iar vindecarea poate să dureze până la 5-6 săptămâni de la naștere. Cusăturile inciziei se resorb în această perioadă iar infecțiile pot fi evitate dacă se urmează măsurile următoare de igienă:
- Folosirea unei perne pentru poziția șezut pentru a scădea presiunea asupra perineului.
- Presiunea fermă cu pansament medicinal a zonei cusute în timpul scaunului pentru a evita rupturi ale perineului.
- Spălarea zonei cu apă călduță sterilizată după fiecare utilizare a toaletei.
- Schimbarea tamponului medicinal și verificarea acestuia înainte de aruncare pentru a identifica eventuale urme de infecție, sânge, puroi. Este necesară consultația de urgență dacă zona este înroșită, foarte dureroasă, scurgeri de puroi sau umflată.
- Odihna, aportul ridicat de lichide (pentru a evita constipația) și evitarea alimentelor consistente duc la o vindecare rapidă a zonei operate.
- Evitarea contactului sexual până la confirmarea medicului ginecolog cǎ activitatea sexualǎ nu afecteazǎ vindecarea perineului.